# Charles Antoine Coypel
Charles Antoine Coypel (souvent appelé Charles Coypel), né le 11 juillet 1694 à Paris, où il est mort le 14 juin 1752, est un peintre, graveur et dramaturge français. Il est Premier Peintre du Roi et directeur de l'Académie Royale. Il hérite du titre de Garde des tableaux et dessins du roi, une fonction qui combine les rôles de directeur et de conservateur de la collection d'art du roi.

## Biographie
Fils d’Antoine Coypel et petit-fils de Noël Coypel, Charles Antoine Coypel est aussi le neveu de Noël Nicolas Coypel (demi-frère d'Antoine Coypel), bien que seulement quatre années les séparent.
Il fut un portraitiste habile, bien qu'il fût premièrement peintre d'histoire.
Il fut un habile politicien et il accéda aux plus hauts postes de l'administration artistique. Il exerça la charge de Garde des tableaux et dessins de la Couronne de 1722 à 1752. Il entra à l’Académie royale de peinture et de sculpture le 31 août 1715 et en fut nommé directeur en 1747.
Il fut nommé Premier peintre du Roi en 1747 et il prit une part importante dans la création de l’École des élèves protégés de l'Académie royale.
Parallèlement à sa carrière de peintre, Coypel écrivit une quarantaine de pièces de théâtre entre 1717 et 1747. Seule Les Folies de Cardenio (1720) fut publiée. Elle fut jouée aux Tuileries en 1721 avec des intermèdes chantés et de ballets dans lequel le roi Louis XV âgé de 10 ans danse en compagnie de soixante-huit danseurs, professionnels et courtisans.
Dans La Poésie et la Peinture, comédie allégorique en trois actes, l’artiste compara les qualités des deux arts. Le peintre réalisa également des œuvres sur le thème du théâtre, dont le portrait d’Adrienne Lecouvreur en Cornélie (Paris, Comédie-Française) en 1726 ou encore le Portrait de Molière en 1730.

## Œuvres
Cette liste, non exhaustive, est un extrait de l'article détaillé ci-dessus, fondé sur le catalogue raisonné de Lefrançois (1994).

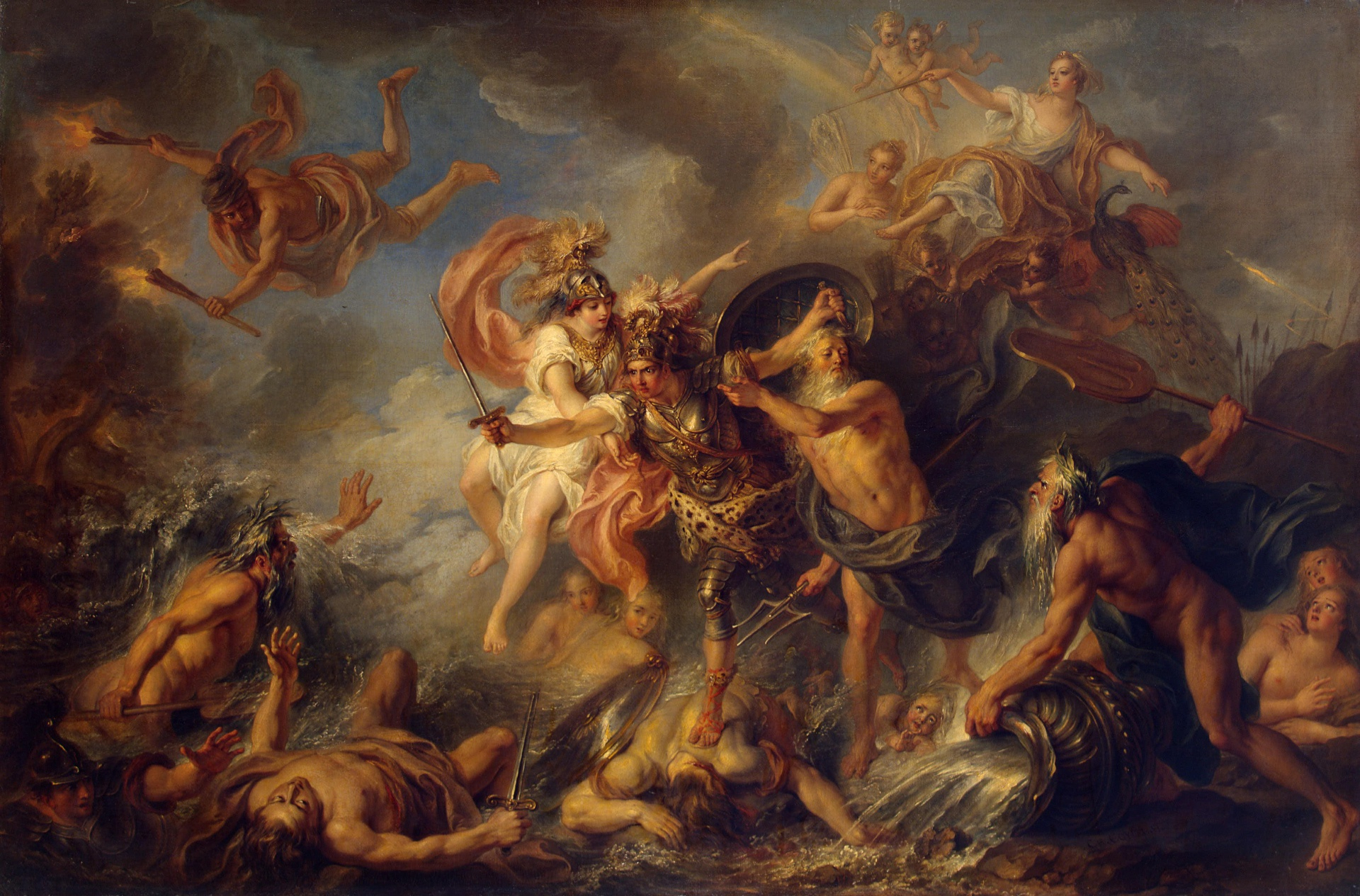
La Colère d'Achille, 1737, musée de l'Ermitage.

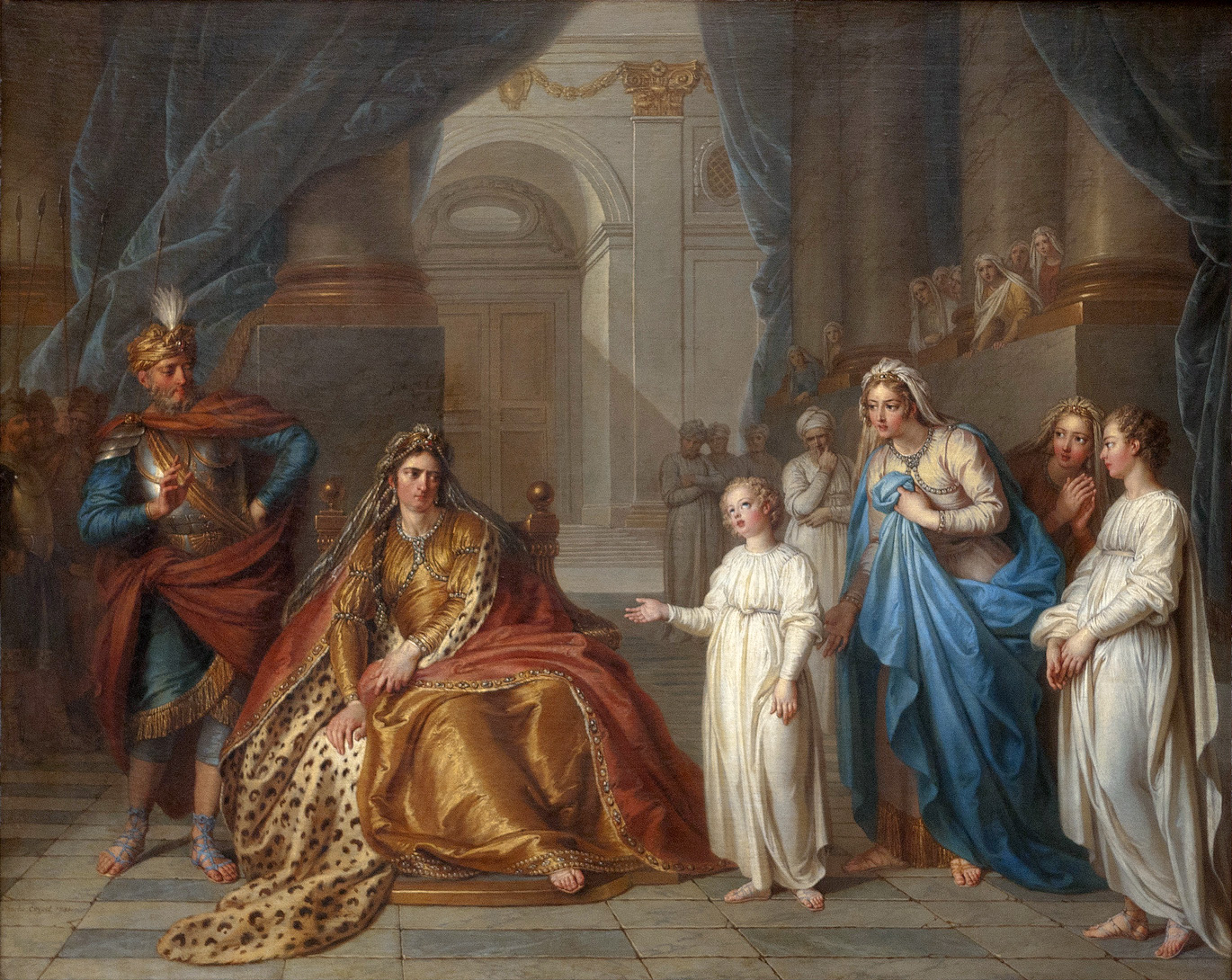
Athalie interrogeant Joas, 1741, musée des Beaux-Arts de Brest.

### Chronologie
- Adrienne Lecouvreur en Cornélie, 1726, huile sur toile, Paris, Comédie-Française, interprétée en gravure par Eugène Leguay, Cambridge (Massachusetts), Fogg Art Museum[5] ;
- Portrait de Philippe Coypel, 1732, huile sur toile, 75 × 61 cm, Paris, musée du Louvre[6] ;

- La Conversion de saint Augustin, 1736, huile sur toile, château de Versailles, petit appartement de la reine ;

- La Colère d'Achille, 1737, huile sur toile, Saint-Pétersbourg, musée de l'Ermitage ;

- La Destruction du palais d'Armide, 1737, huile sur toile, Nancy, musée des Beaux-Arts de Nancy.

- Athalie interroge Joas, 1741, huile sur toile, 129 × 163 cm, musée des Beaux-Arts de Brest[7],[8] ;

- L'Adoration des bergers nocturne, 1745, huile sur toile, 157.8 x 103.5 cm, musée des Beaux-Arts de Dijon[9] ;

- Pierre de Jélyotte dans le rôle de la nymphe Platée dans Platée ou Junon jalouse, vers 1745, opéra-bouffe de Rameau,  huile sur toile, 54 x 46.5 cm, musée du Louvre ;

- Athalie interrogeant Joas, 1747 (copie à la demande de Louis XV, musée Bernard-d'Agesci, Niort). Une copie par Clément-Louis-Marie-Anne Belle a également été réalisée pour la Manufacture des Gobelins afin de compléter la Tenture des scènes d’Opéra, de Tragédie et de Comédie. Elle est conservée au musée des Beaux-Arts de Chartres[10],[11] ;

- Le Sommeil de Renaud, 1747-1751, carton de tapisserie, 328 × 630 cm, musée d'Arts de Nantes[12] ;

- Cléopâtre avalant le poison, 1749, huile sur toile, musée d'Arts de Nantes ;

- Les Disciples d'Emmaüs, 1749, huile sur toile, Paris, église Saint-Merri.

- Étude pour le personnage de Sancho Pança, vers 1715, pierre noire, sanguine et rehauts de craie blanche sur papier vergé, 43,6 x 25,5 cm, musée des Beaux-Arts d’Orléans[13].

### Dates non documentées
- Autoportrait, pastel, musée des Beaux-Arts d'Orléans[14] ;
- Portrait de Démocrite Niort, musée Bernard-d'Agesci, réplique autographe en format ovale du réalisé par son père et conservé au Louvre ;
- Atalide et Roxane ou L'évanouissement d'Atalide, huile sur toile, palais des Beaux-Arts de Lille ;
- Vierge à l'Enfant, huile sur toile, Périgueux, musée d'Art et d'Archéologie du Périgord ;
- La Vierge et l'Enfant (Le Sommeil de l'Enfant Jésus), toile 92 × 72 cm, 1732, don de Mme Massot-Delaunay, 1871, musée des Beaux-Arts de Chartres (inv. no 3270) : « La Vierge assise veille sur son fils endormi dans un berceau, entouré de draperies rouges, et ramène sur lui ces draperies. »[15],[16].